# Spitfire and Hurricane Memorial Museum
Das Spitfire and Hurricane Memorial Museum  (deutsch „Spitfire- und Hurricane-Gedenkmuseum“), auch geschrieben Spitfire & Hurricane Memorial Museum, ist ein englisches Kriegs- und Luftfahrtmuseum mit den Schwerpunkten Spitfire und Hurricane, den wichtigsten beiden Jagdflugzeugen der Royal Air Force (RAF) im Zweiten Weltkrieg, insbesondere während der Luftschlacht um England (1940–1941).

## Geschichte
Das Museum befindet sich an historischem Ort, dem ehemaligen Stützpunkt RAF Manston. Aufgrund dessen strategisch äußerst günstiger Lage unmittelbar am Ärmelkanal und nur zehn Flugminuten vom damals feindlich besetzten Frankreich entfernt, trug er im Sommer 1940 die Hauptlast der  Angriffe der deutschen Luftwaffe. Für diese galt er auch als nützlicher Notabwurfpunkt – zum Abwerfen unverbrauchter Bomben – beim Rückflug zu deren Stützpunkten in Nordfrankreich.
Später im Krieg wuchs die strategische Bedeutung dieses Ortes noch. Er diente dann als Stationierungsort sowie erste Landungsmöglichkeit für Bomber der RAF und USAAF, die von ihren Einsätzen über Deutschland zurückkehrten. 

## Ausstellung
Im Mittelpunkt der Museumsausstellung stehen eine Supermarine Spitfire Mk XVI sowie eine Hawker Hurricane IIc. Als weitere Attraktion gibt es einen Flugsimulator, mithilfe dessen Besucher realitätsnah einen Flug mit einem der leistungsstärksten Jagdflugzeuge des Zweiten Weltkriegs nacherleben können. Darüber hinaus beherbergt das Museum den Allied Aircrew Memorial Garden, der dem Andenken der tapferen Menschen gewidmet ist, die bei der Verteidigung ihrer Länder gefallen sind.
Das Museum ist täglich von 10 bis 16 Uhr bei freiem Eintritt geöffnet.

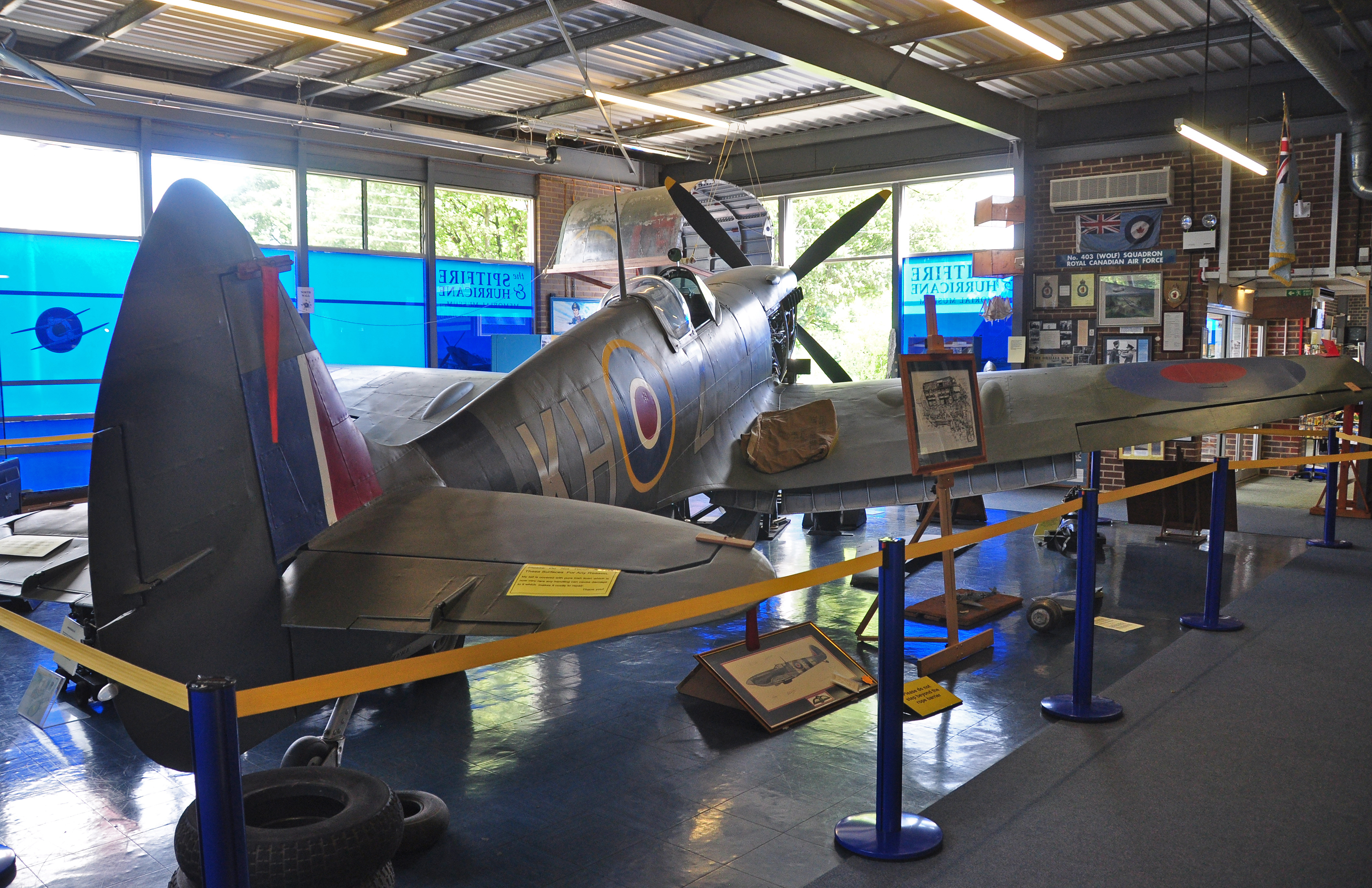
Supermarine Spitfire Mk XVI
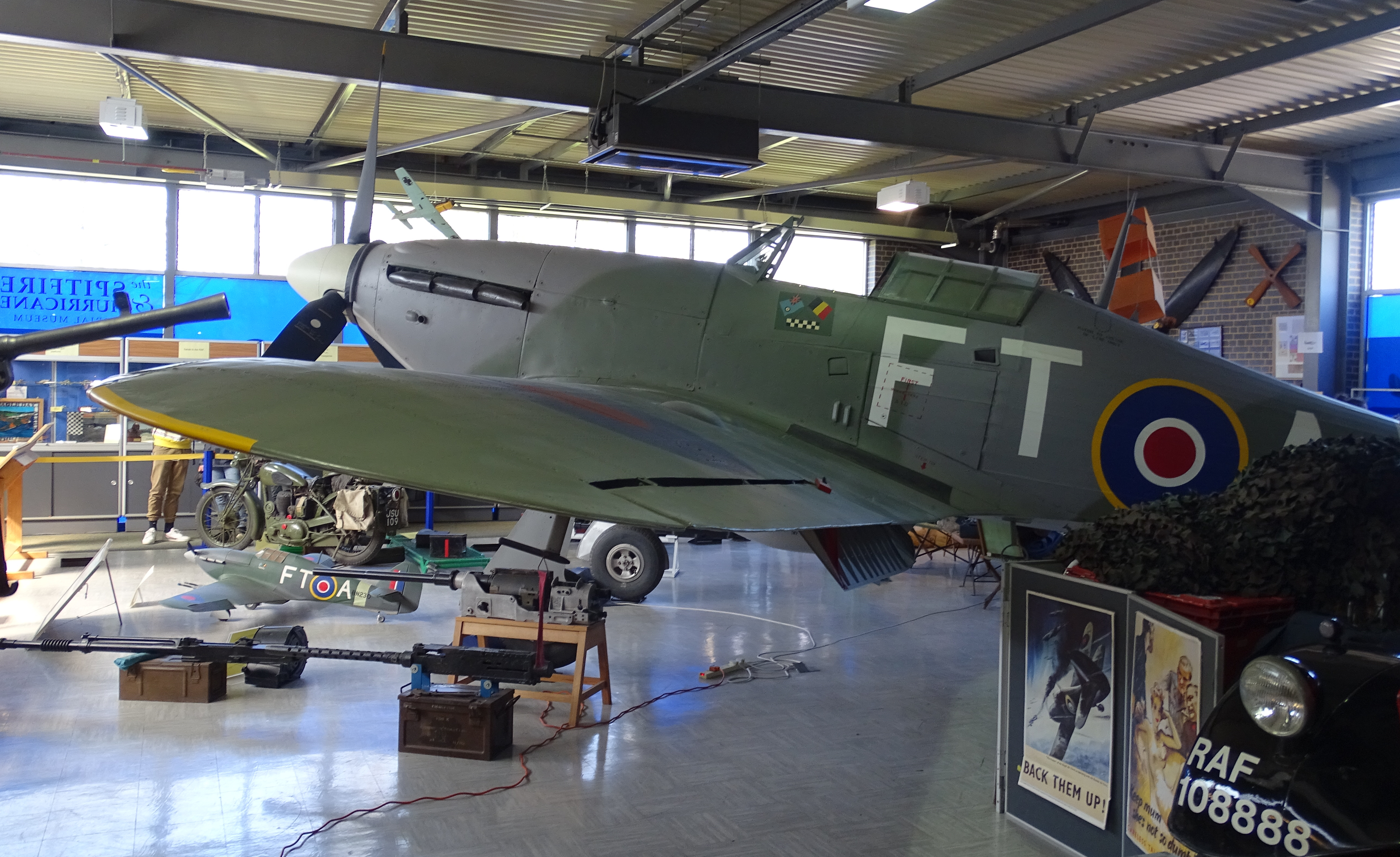
Hawker Hurricane IIc
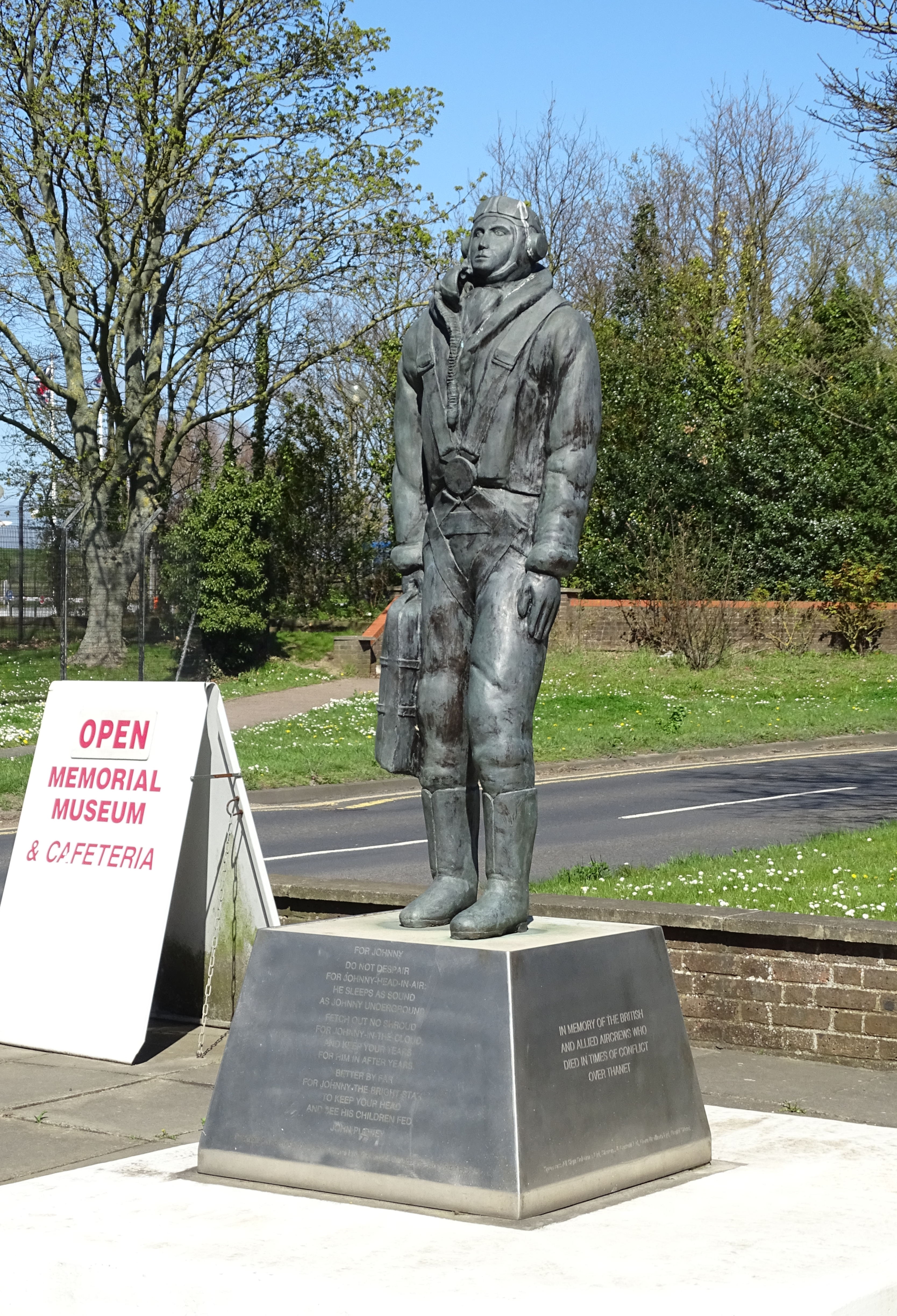
Gedenkstatue